# Pierre Grimblat
Pierre Grimblat (Parigi, 8 luglio 1922 – Parigi, 4 giugno 2016) è stato un produttore televisivo, sceneggiatore e regista francese.

## Biografia
Notato da Boris Vian e Raymond Queneau, entrò nella Radiodiffusion-Télévision Française verso la fine degli anni quaranta e nel 1948 scrisse e produsse Monsieur Gershwin, s'il vous plait, opera destinata prima alla radio e successivamente alla televisione; protagonista è Michel Legrand nel ruolo di George Gershwin.
Nonostante le proposte dalla NBC, Grimblat rimase a Parigi con la RTF.
Nel 1969 fondò la Hamster Films, casa di produzione cinematografica, televisiva e di spot pubblicitari.
In meno di trent'anni, dal 1969 al 1997, la Hamster Films avrebbe partecipato a più di 500 produzioni e il gruppo della ABC sarerebbe diventato il maggiore azionista della stessa casa di produzione.

## Filmografia

### Produttore
- Colpo grosso a Parigi (Cent briques et des tuiles), regia di Pierre Grimblat (1965)
- Dites-le avec des fleurs, regia di Pierre Grimblat - non accreditato (1974)
- Les capricieux - film TV (1984)
- I classici dell'erotismo (Série rose) - serie TV, 2 episodi (1986-1990)
- La lettre perdue - film TV (1987)
- Assicurazione sulla morte - film TV (1987)
- Qui c'est ce garçon? - miniserie TV (1987)
- Série noire - serie TV, episodio 1x33 (1988)
- La travestie, regia di Yves Boisset (1988)
- Tourbillons - miniserie TV (1988)
- Une saison de feuilles - film TV (1989)
- Douce France - serie TV (1989)
- Linea segreta (The Phone Call) - film TV (1989)
- Quartier nègre - film TV (1990)
- Haute tension - serie TV, 1 episodio (1990)
- Notre Juliette - film TV (1990)
- Macaroì (Les ritals) - film TV (1991)
- Soleil d'automne - film TV (1992)
- Les merisiers - film TV (1992)
- Connections - film TV (1993)
- Le château des oliviers - miniserie TV (1993)
- Ascension Express - film TV (1993)
- Les yeux d'Hélène - serie TV (1994)
- La récréation - film TV (1994)
- Navarro - serie TV, episodio 6x3 (1994)
- Crime impuni - film TV (1995)
- Scherzo del destino (Pour une vie ou deux) - film TV (1995)
- Les allumettes suédoises - miniserie TV (1996)
- L'ex - film TV (1996)
- L'instit - serie TV, 1 episodio (1996)
- Le grand Batre - film TV (1997)
- Langevin: le secret - film TV (1997)
- Palazzo - film TV (1999)
- La petite absente - film TV (2000)
- Juste une question d'amour - film TV (2000)
- Lisa, regia di Pierre Grimblat (2001)

### Sceneggiatore
- Due minuti per decidere (Me faire ça à moi), regia di Pierre Grimblat (1961)
- Pugni... pupe... e dinamite (L'empire de la nuit), regia di Pierre Grimblat (1962)
- Il gioco degli innamorati (Les amoureux du France), regia di Pierre Grimblat e François Reichenbach (1964)
- Colpo grosso a Parigi (Cent briques et des tuiles), regia di Pierre Grimblat (1965)
- Slogan, regia di Pierre Grimblat (1969)
- Dites-le avec des fleurs, regia di Pierre Grimblat (1974)
- I classici dell'erotismo (Série rose) - serie TV, 1 episodi (1986)
- Série noire - serie TV, 2 episodi (1986-1987)
- Les passions de Céline - serie TV (1987)
- L'instit - serie TV, (1993-2004)
- L'amour est un jeu d'enfant - film TV (1994)
- Quai nº 1 - serie TV, episodio 1x3 (1997)
- Langevin: le secret - film TV (1997)
- Lisa, regia di Pierre Grimblat (2001)
- Le tuteur - serie TV, 6 episodi (2004-2008)

### Regista
- Due minuti per decidere (Me faire ça à moi) (1961)
- Pugni... pupe... e dinamite (L'empire de la nuit) (1962)
- Il gioco degli innamorati (Les amoureux du France) (1964)
- Colpo grosso a Parigi (Cent briques et des tuiles) (1965)
- Slogan (1969)
- Dites-le avec des fleurs (1974)
- Emmenez-moi au Ritz - film TV (1977)
- I gialli insoliti di William Irish (Histoires insolites) - serie TV, episodio 2x4 (1979)
- Série noire - serie TV, 2 episodi (1986-1987)
- L'amour est un jeu d'enfant - film TV (1994)
- Lisa (2001)